# Crowsnest Pass (città)
Crowsnest Pass (337,06 km²; 5.700 ab. circa) è una cittadina della provincia canadese dell'Alberta (Canada sud-occidentale), e, più precisamente dell'Alberta meridionale, situata ai piedi del passo montano omonimo, che fa parte delle Montagne Rocciose Canadesi. È - insieme a Banff e Canmore - il capoluogo della divisione censuaria No. 15.

## Geografia fisica

### Collocazione
Crowsnest Pass si trova nella parte sud-occidentale dell'Alberta, al confine con la provincia della Columbia Britannica. È situata a circa 550 km a sud/sud-ovest del capoluogo dell'Alberta Edmonton e a circa 265 km a sud/sud-ovest di Calgary.

## Società

### Evoluzione demografica
Al censimento del 2006, la municipalità di Crowsnest Pass contava una popolazione di 5.749 abitanti, di cui  5.565 (pari al 98,23%) erano cittadini canadesi. Della popolazione totale, 5.375 abitanti (pari al 94,88%) si sono dichiarati parlanti esclusivamente la lingua inglese.
Nel 2001, la cittadina contava invece una popolazione di 6.262 abitanti.

## Crowsnest Pass nel cinema e nelle fiction
- Crowsnest Pass fu una delle location del film di Jeremy Kagan del 1985 Il viaggio di Natty Gann (The Journey of Natty Gann)[2]